# Dryopteris polylepis
Dryopteris polylepis är en träjonväxtart som först beskrevs av Adrien René Franchet och Sav., och fick sitt nu gällande namn av Carl Frederik Albert Christensen. Dryopteris polylepis ingår i släktet Dryopteris och familjen Dryopteridaceae. Inga underarter finns listade.